# Finnmyrtenkvast
Finnmyrtenkvast (Exobasidium savilei) är en svampart som tillhör divisionen basidiesvampar, och som beskrevs av John Axel Nannfeldt. Finnmyrtenkvast ingår i släktet Exobasidium, och familjen Exobasidiaceae. Arten är reproducerande i Sverige.